# Letschin
La ville de Letschin est située dans l'arrondissement de Märkisch-Oderland dans la région de Brandebourg.
La commune est composée de dix communautés
- Gieshof-Zelliner Loose
- Groß Neuendorf
- Kiehnwerder
- Kienitz
- Letschin
- Neubarnim
- Ortwig
- Sietzing
- Sophienthal
- Steintoch

La cité de Letschin est mentionnée en 1336 comme une communauté rurale et agricole.

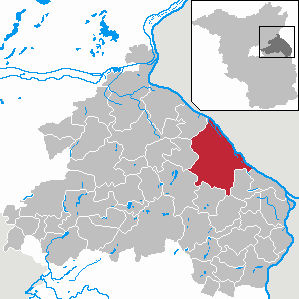
Localisation de Letschin dans l'arrondissement de Märkisch-Oderland

## Démographie
| Année | Population |
| ----- | ---------- |
| 1875  | 13 357     |
| 1890  | 11 550     |
| 1910  | 10 551     |
| 1925  | 10 413     |
| 1933  | 10 001     |
| 1939  | 9 470      |
| 1946  | 8 819      |
| 1950  | 10 311     |
| 1964  | 8 299      |
| 1971  | 7 883      |

| Année | Population |
| ----- | ---------- |
| 1981  | 6 480      |
| 1985  | 6 275      |
| 1989  | 6 160      |
| 1990  | 6 133      |
| 1991  | 5 965      |
| 1992  | 5 892      |
| 1993  | 5 766      |
| 1994  | 5 666      |
| 1995  | 5 588      |
| 1996  | 5 603      |

| Année | Population |
| ----- | ---------- |
| 1997  | 5 517      |
| 1998  | 5 453      |
| 1999  | 5 370      |
| 2000  | 5 332      |
| 2001  | 5 257      |
| 2002  | 5 141      |
| 2003  | 5 057      |
| 2004  | 4 898      |
| 2005  | 4 785      |
| 2006  | 4 710      |

| Année | Population |
| ----- | ---------- |
| 2007  | 4 605      |
| 2008  | 4 516      |
| 2009  | 4 399      |
| 2010  | 4 329      |
| 2011  | 4 215      |
| 2012  | 4 164      |
| 2013  | 4 132      |
| 2014  | 4 100      |
| 2015  | 4 035      |
| 2016  | 4 003      |

| Année | Population |
| ----- | ---------- |
| 2017  | 3 967      |
| 2018  | 3 987      |
| 2019  | 3 975      |
| 2020  | 3 978      |

Les sources de données se trouvent en détail dans les Wikimedia Commons.

## Personnalités liées à la ville
- Monika Herz (1951-), chanteuse née à Letschin.